# 5851 Inagawa
5851 Inagawa este un asteroid din centura principală, descoperit pe 23 februarie 1991, de Shigeru Inoda și Takeshi Urata.